# Reserva natural integral de Muniellos
La reserva natural integral de Munieḷḷos (en asturià, Munieḷḷos [muˈnje.ʈʂos]) està localitzada al sud del Principat d'Astúries, entre els concejos de Cangas del Narcea i Ibias dins del Parc Natural de les Fonts del Narcea i del Ibias, i ocupa un espai total de 59,7 km², comprèn tres muntanyes: la muntanya de Munieḷḷos, La Viliella i la muntanya de Valdebois. L'altitud va dels 680 m a les zones més baixes fins als 1640 m del bec de la Candanosa. La muntanya de Munieḷḷos constitueix el cor de la reserva i comprèn la capçalera del curt riu Munieḷḷos, un afluent del Narcea. La reserva protegeix la major roureda d'Espanya i un dels millors conservats d'Europa. Munieḷḷos va ser declarat per la UNESCO Reserva de la Biosfera en el 2000 i Reserva Natural Integral per llei 9/2002 inclòs en l'àmbit de l'esmentat parc natural de les Fonts del Narcea, Degaña i Ibias, creat aquest mateix any.
Les visites estan restringides i han de ser autoritzades per la Conselleria de Medi ambient del Principat d'Astúries, permetent-se un màxim de 20 visitants per dia. Està obert fins a les nou de la tarda.

## Història

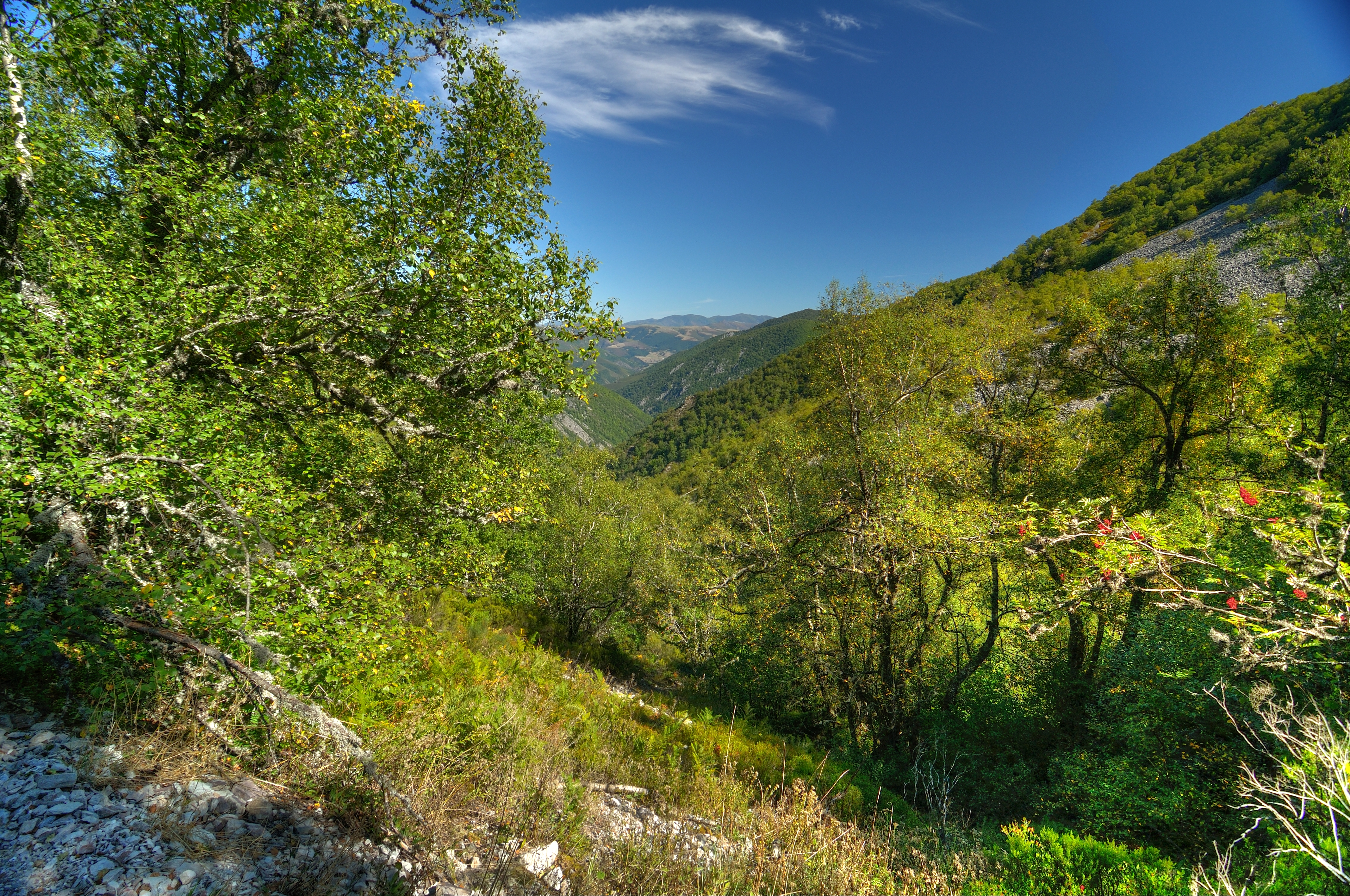
Panoràmica prop de la llacuna de l'Illa

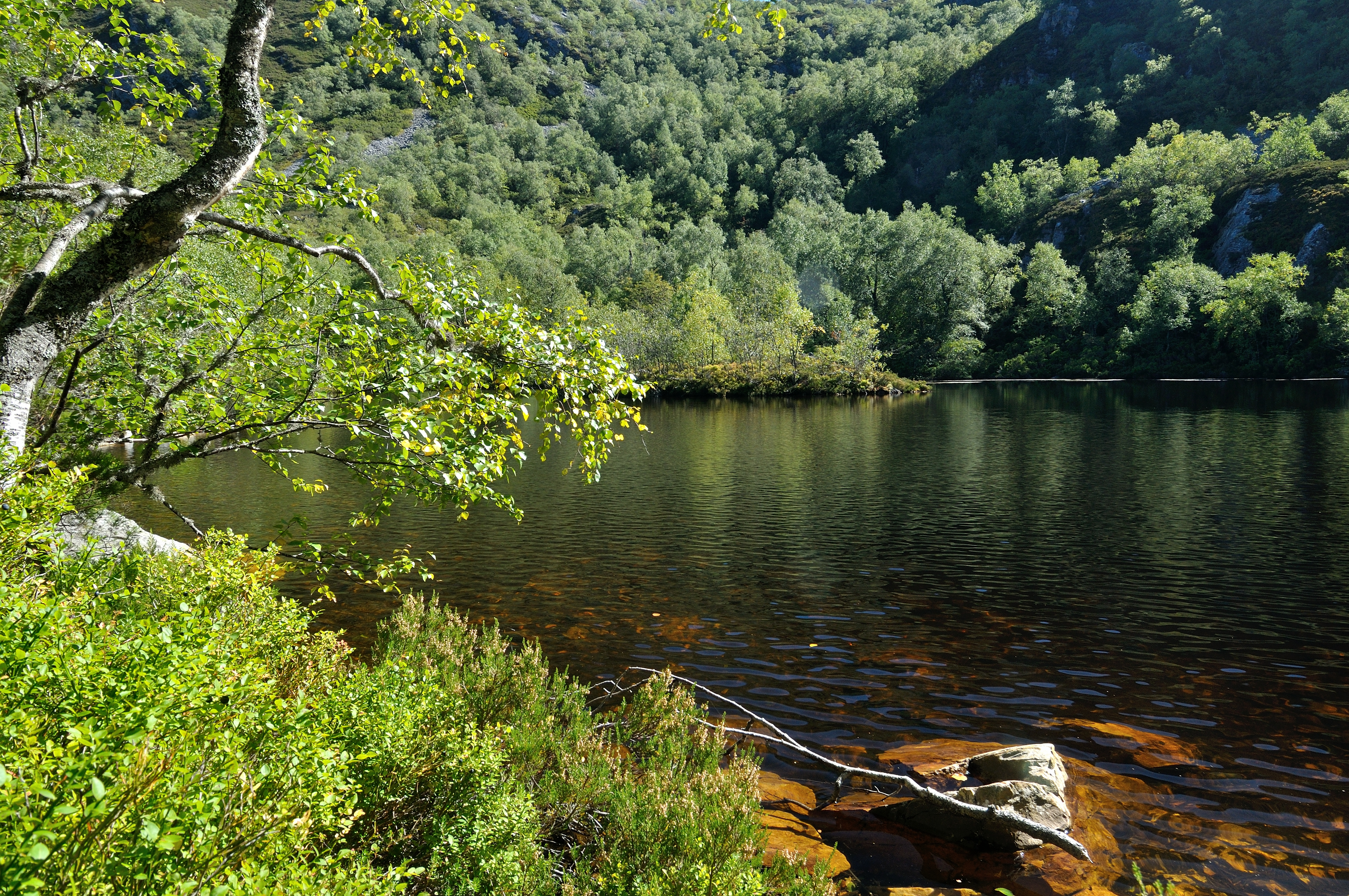
Laguna de l'Illa, primera de les tres accessibles

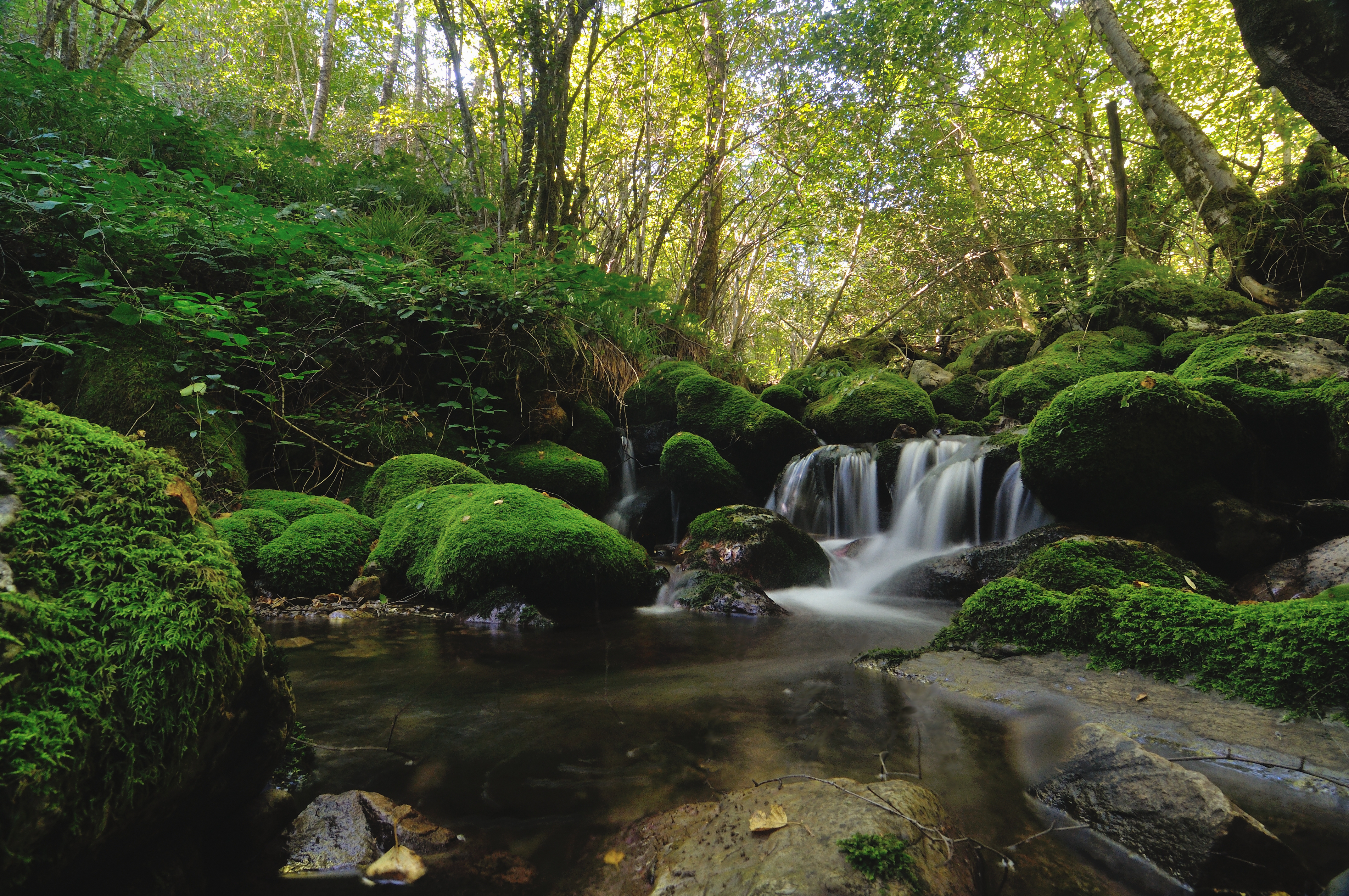
Riu Munieḷḷos que travessa la reserva

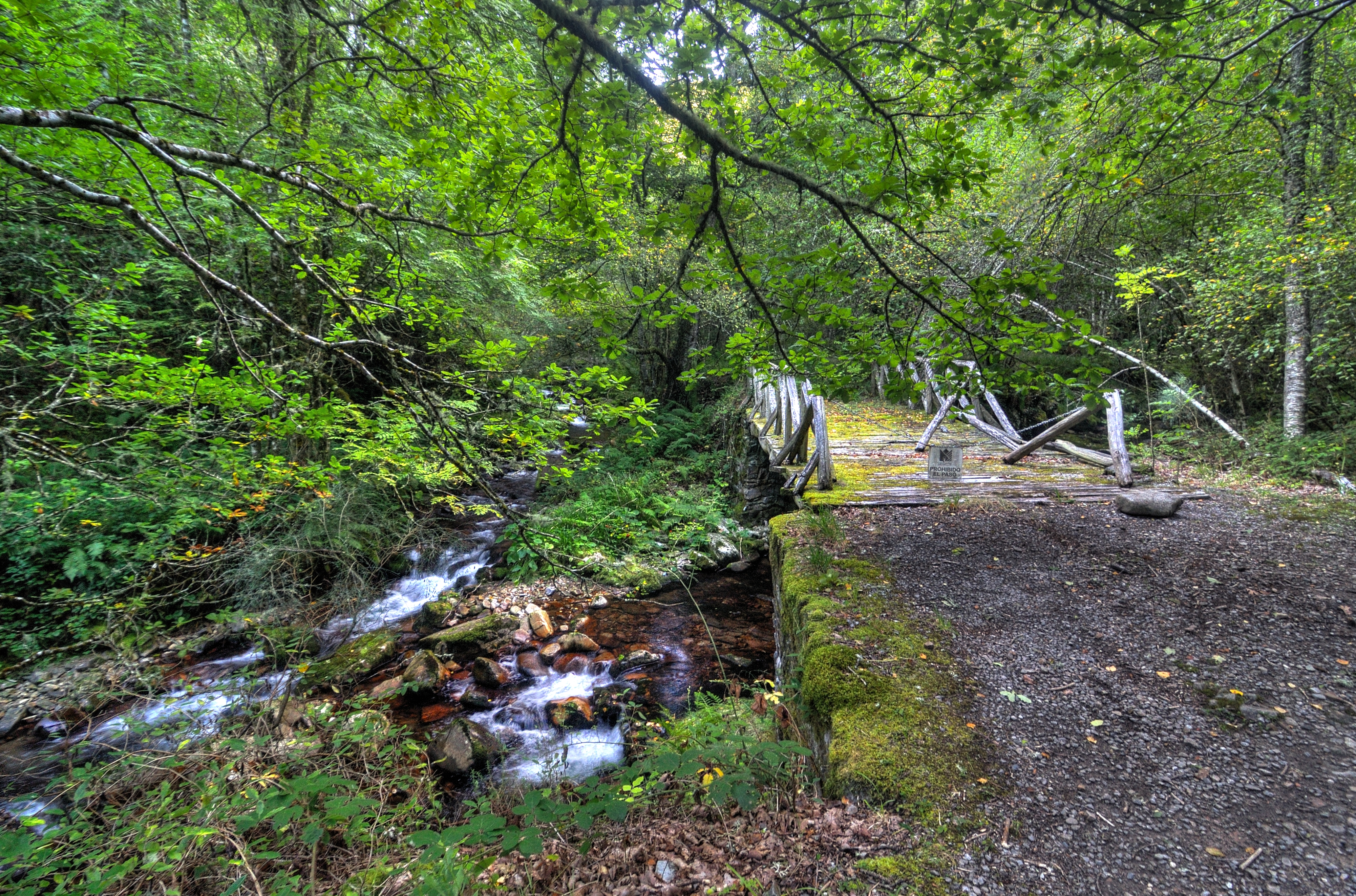
Puente d'un dels antics camins del parc

No obstant això, nombroses veus s'alçaven per sol·licitar la protecció del bosc. Entre elles, la de Félix Rodríguez de la Font i el naturalista asturià García Dory. La història conservacionista de Munieḷḷos havia començat uns anys abans, cap a 1964, any en què va ser declarat Paisatge Pintoresc pel Ministeri de Cultura, des de Madrid. En 1973, la muntanya va ser adquirida per l'Estat a través del ICONA, i declarat Vedat Nacional de Caça; des de llavors es va prohibir l'activitat cinegètica i es va protegir tota la fauna que vivia a les seves muntanyes. Des d'aquest moment amb la finalitat d'incrementar la riquesa faunística natural, es va establir la veda de tota classe d'activitat cinegètica.
En 1982 la muntanya de Munieḷḷos va ser sotmès a un règim de protecció especial i declarat Reserva Biològica Nacional, per Reial decret 3128/82; a partir d'aquí es van restringir les visites a 20 persones al dia, es va prohibir acampar, portar gossos, pescar, pernoctar en el bosc, etc. i feia mancada obtenir una autorització per a la seva visita. En 1988 es va ampliar la reserva fins llavors 2695 ha, a la seva superfície actual, amb l'annexió de les muntanyes de Valdebois (en Ibias, 1623 ha) i la Viliella (en Cangas del Narcea, 1224 ha). L'any 2000 es va declarar Reserva de la Biosfera.
Va ser declarat Reserva Natural Integral per Llei 9/2002. Està inclòs en l'àmbit del Parc Natural de les Fonts del Narcea, Degaña i Ibias.
Per la seva riquesa ornitològica la Reserva de Munieḷḷos va ser declarada Zona d'Especial Protecció per a les Aus (ZEPA), gaudint per punt de les mesures de protecció que deriven de l'aplicació de la Directiva 79/409/CEE. La seva consideració com ZEPA, així com la seva catalogació com a Lloc d'Importància Comunitària, suposaran en el futur la integració a la xarxa europea d'espais naturals protegits Natura 2000.

## Flora
L'espècie dominant en Munieḷḷos són els roures, roure de fulla gran (Quercus petraea) i Quercus x rosacea, i el faig (Fagus sylvatica).
A les valls hi ha avellaners (Corylus avellana), fals plàtan (Acer pseudoplatanus), freixes (Fraxinus excelsior), diverses espècies de salzes (Salix spp.), i verns (Alnus glutinosa).
En les cotes altes apareix el bosc de bedoll (Betula pubescens celtibérica).
La reserva sobresurt per les seves líquenes amb representació dels gèneres Cladonia, Lecanora, Pertusaria, Rhizocarpon, Peltigera, Usnea, Fuscidea i Ochrolechia.

## Fauna

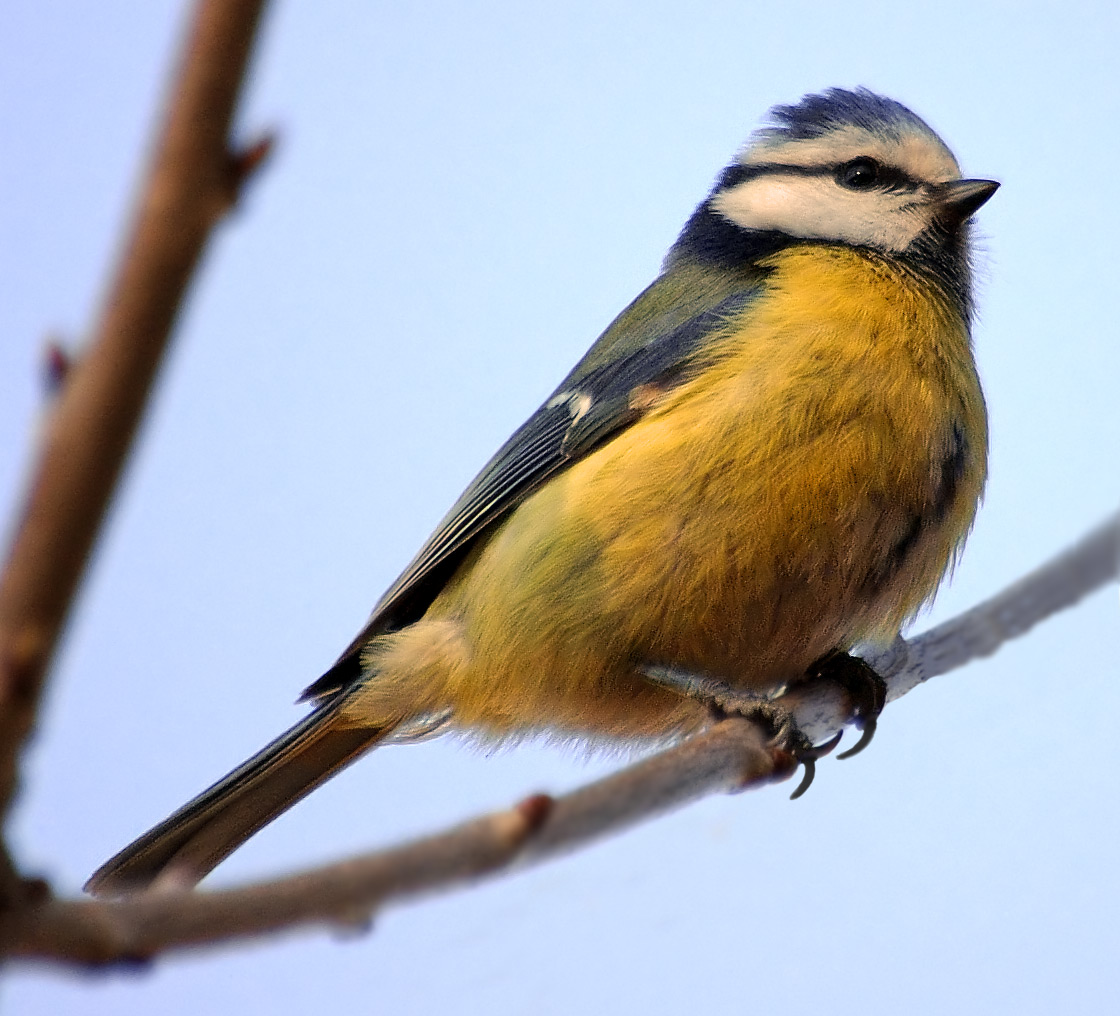
Mallerenga blava.

Les dues espècies d'aus de major interès i íntimament lligades al bosc són el gall fer comú i el picot negre. les més abundants són els pàrids. Es poden observar: carboneres, mallerenga blava, mallerenga emplomallada, merles, tudó, perdius, esparver, i aligot comú, així com Accipiter, xoriguer comú, accipítrids, àguila, falcó i àguila daurada. Entre les rapaces nocturnes destaca per la seva notable abundància el gamarús eurasiàtic; també hi ha mussol, mussol noi, òliba comuna i xot eurasiàtic.

L'os bru (Ursus arctos cantabricus), el llop, la llúdria (Lutra lutra), la guineu (Vulpes vulpes) i el gat salvatge.